# Batalhão Caracal
O 33º Batalhão "Caracal" (em hebraico:  גדוד קרקל) é um batalhão de combate de infantaria das Forças de Defesa de Israel, o qual é a primeira unidade de infantaria para mulheres, sendo criado em 2004. O batalhão agora é composto por homens e mulheres, e serve junto a outros dois novos batalhões unissex - Batalhão "Leõs do Jordão" e Batalhão "Guepardo" - na Brigada Paran. O 33º é nomeado caracal porque os sexos deste pequeno felino parecem iguais.
O efetivo feminino gira em torno de 60%, com o batalhão sendo uma unidade vitrine que serve com a guarda de fronteira no Negev, no Comando Sul, vigiando a fronteira com o Egito e a Jordânia.

## História

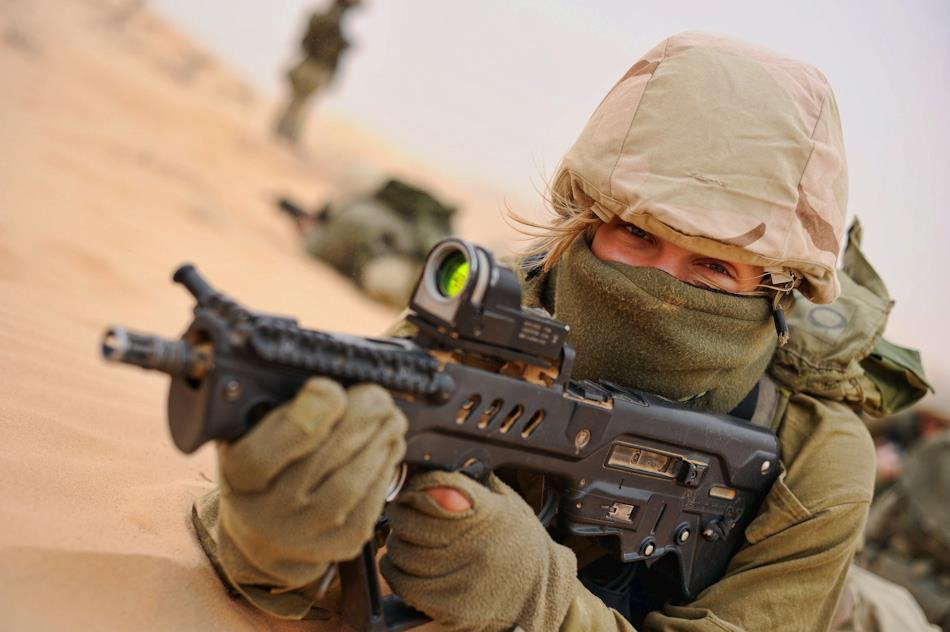
Uma soldado do Batalhão Caracal com um fuzil bullpup Tavor.

A mentalidade socialista-sionista do moderno Estado de Israel previa uma nova sociedade igualitária, com mulheres incorporadas no Haganá e na sua força de elite, o Palmach, mas estas eram poucas e geralmente usadas em funções de apoio que liberavam mais homens para a linha de frente. O Corpo de Mulheres das Forças de Defesa de Israel (CHEN—Hel Nashim) foi fundado em 16 de maio de 1948, após discussões sobre se as mulheres deveriam ser integradas em unidades masculinas ou batalhões separados de mulheres deveriam ser formados. Algumas mulheres serviram em combate durante a Guerra de Independência em 1948. Apesar da obrigatoriedade do serviço militar para mulheres estabelecido em 1949, elas foram relegadas a funções de apoio ao combate.

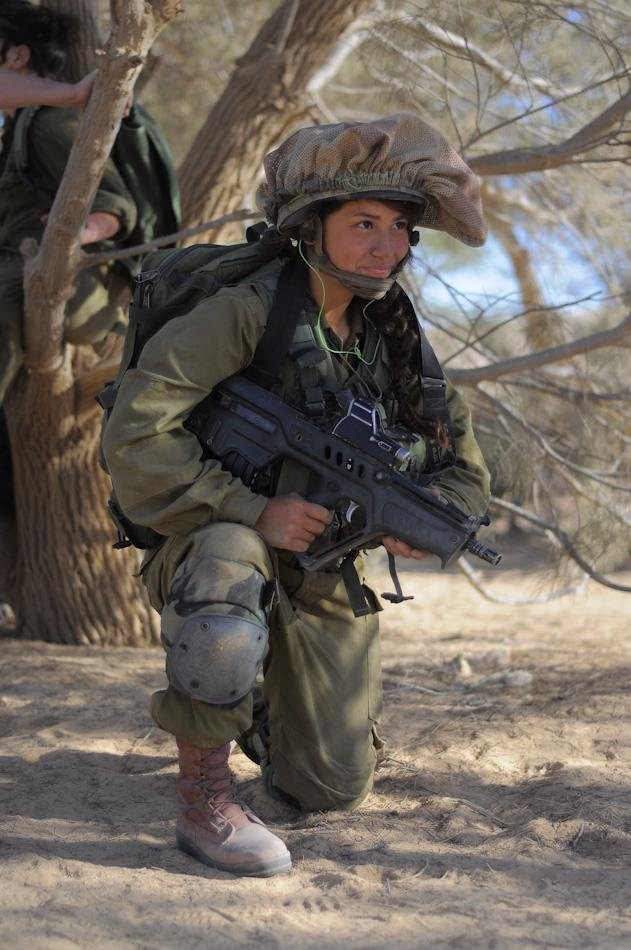
Soldado do Batalhão Caracal com a camuflagem para o capacete Mitznefet.

Antes da formação do Batalhão Caracal, as mulheres eram proibidas de servir em combate direto. A primeira Companhia Caracal iniciou a sua formação no inverno de 2000 como companhia experimental. Em fevereiro de 2004, várias companhias foram reunidas no Batalhão Caracal. O batalhão serve em funções de segurança, principalmente coibindo o contrabando no deserto do Negev, e possui apenas limitada experiência em operações. Sua primeira ação relevante foi a participação na retirada unilateral de Israel da Faixa de Gaza no verão de 2005, sem quaisquer incidentes.

### Incidentes
Em 21 de setembro de 2012, elementos do Batalhão Caracal entraram em combate na fronteira egípcia após a infiltração de um grupo de terroristas; o primeiro incidente do batalhão. Durante um tiroteio, uma soldado de infantaria Caracal atendeu a um chamado de rádio de companheiros sendo alvejados e matou um terrorista, o qual usava um cinto-suicida, enquanto o outro terrorista detonou-se "bem diante de nossos olhos, e partes dele estavam voando em todas as direções”. A soldado que anunciou o ataque pelo rádio foi encontrada escondida nos arbustos próximos - "em perfeito silêncio". De acordo com o relatório da Rádio Kol Israel, a soldado que se escondeu no mato admitiu que teve medo de abrir fogo para não se tornar alvo dos terroristas e fugiu. Também foi relatado que o comandante da brigada que interrogou a soldado disse que ela não agiu de forma adequada a um guerreiro, a repreendendo com as palavras “Você teve medo, fugiu e não procurou enfrentar o inimigo”. Um homem do batalhão, o Cabo Netanel Yahalomi, morreu durante o incidente.
Em outro incidente, em outubro de 2014, um jipe do batalhão foi atacado por militantes vindos da fronteira egípcia com tiros e um míssil antitanque. Dois militares ficaram feridos. Um dos feridos, a Capitã Or Ben-Yehuda, ainda assim desceu do jipe e respondeu ao fogo matando um militante no tiroteio. A jovem capitã agiu com serenidade face aos terroristas e entregou relatórios sob fogo, enquanto estava ferida, para informar o comando e as demais forças de segurança que se deslocaram ao local do incidente.

## Símbolos

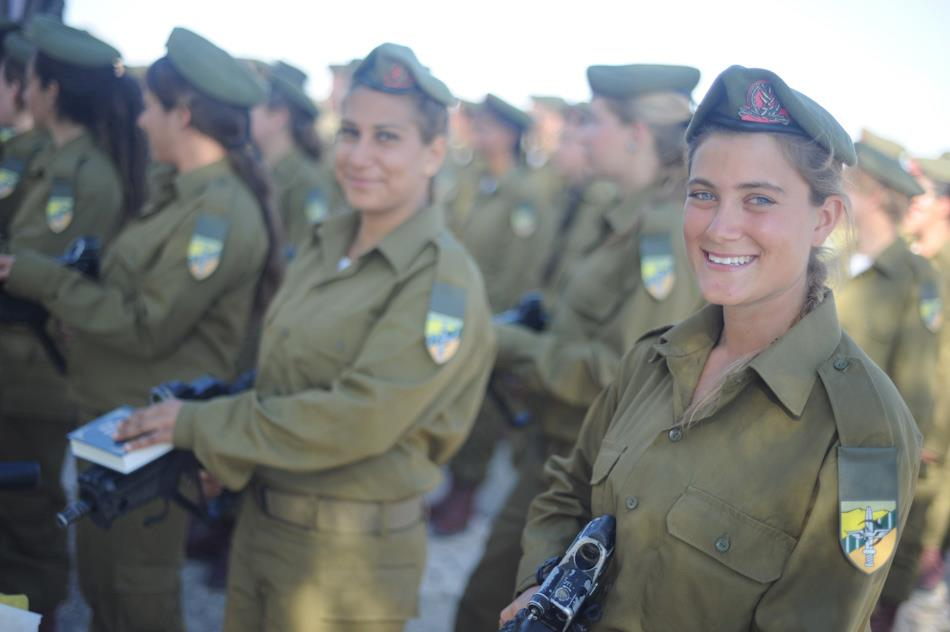
Juramento na formatura de militares do Batalhão Caracal. Notar a insígnia do batalhão.

O 33º Batalhão Caracal é um batalhão de infantaria misto nas Forças de Defesa de Israel. Seu símbolo é o gato caracal, que é comum na região de Arava onde o batalhão opera, e os sexos no caracal são semelhantes e indistinguíveis à distância.  A maioria dos soldados que se juntam a este batalhão são membros de um programa "Garin"; o qual é um programa que combina o serviço militar e o estabelecimento de novas comunidades agrícolas. O objetivo original do programa “Garin” era abastecer as FDI com soldados enquanto fornecia as necessidades básicas para a fundação de kibutzim e novas comunidades.
A insígnia do batalhão ostenta o gato caracal, a foice e a espada, simbolizando a ligação histórica entre o Batalhão Caracal e a Brigada Arava. A foice faz menção ao trabalho agrícola e a espada à defesa do território. Os soldados do batalhão usam botas vermelhas e usavam boina verde-claro. Em novembro de 2017, o Batalhão Caracal - que fazia parte da Brigada Sagi - tornou-se oficialmente parte da matriz de fronteira e substituiu a boina verde pela nova boina camuflada amarela-clara e marrom do Corpo de Defesa da Fronteira; o qual é de um novo padrão camuflado, tal como o da Brigada Kfir, em amarelo e marrom para representar o deserto.
O número 33 é em homenagem às 33 mulheres combatentes do Palmach que morreram em combate na Guerra de Independência.

## Reorganização

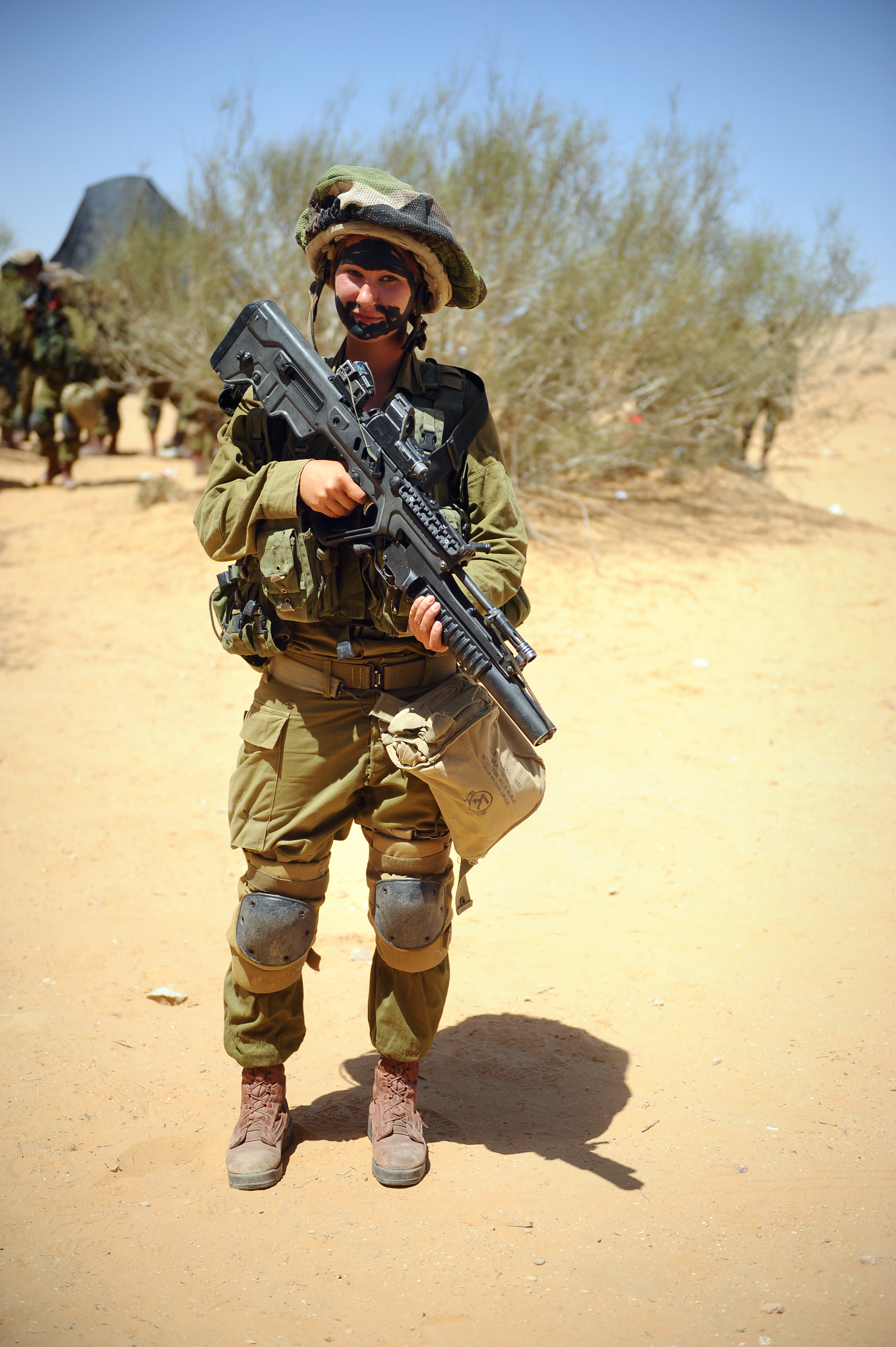
Uma soldado israelense usando camuflagem facial preta durante um exercício de pelotão no deserto do Negev. Ela está armada com um Tavor GTAR-21 e lança-granadas M203.

Em 2018, o exército israelense fez uma reorganização para melhor combater o contrabando no deserto do Negev e o Batalhão Caracal foi unido com os batalhões Leões do Jordão e Bardelas ("guepardo") - que também são unissex - na nova Brigada Paran. O Batalhão Caracal, o mais antigo dos três, guarda a fronteira com o Sinai; o Batalhão Guepardo, por sua vez, é responsável pelo deserto de Arava e pela porção sul da fronteira com a Jordânia; e os Leões do Jordão guardam o norte do Vale do Jordão.  Essa nova força de fronteira, que incluía os três batalhões mistos, rastreadores beduínos e inteligência de combate dos militares, também recebeu um quarto batalhão; o 49º Batalhão "Pantera".
Como parte do Plano Gideão de reorganização da defesa das fronteiras, as Forças de Defesa de Israel decidiram reunir os batalhões de fronteira em um único Corpo de Defesa da Fronteira. Essa tropa inclui equipes de mulheres soldados, conhecidas em hebraico como tatzpitaniyot, que monitoram câmeras de vigilância ao longo da fronteira. Ao estabelecer uma força fronteira separada, o exército espera liberar recursos adicionais que podem ser melhor alocados em outro lugar, de modo que o exército espera poder mover brigadas de infantaria das relativamente calmas fronteiras da Jordânia e do Egito para áreas potencialmente mais violentas, como a Cisjordânia e a fronteira de Gaza ou as fronteiras da Síria e do Líbano. Segundo o seu então comandante, o General-de-Brigada Mordechai Kahane, o Corpo de Defesa da Fronteira seria a principal responsável pelas fronteiras leste e sul de Israel com a Jordânia e o Egito, respectivamente.

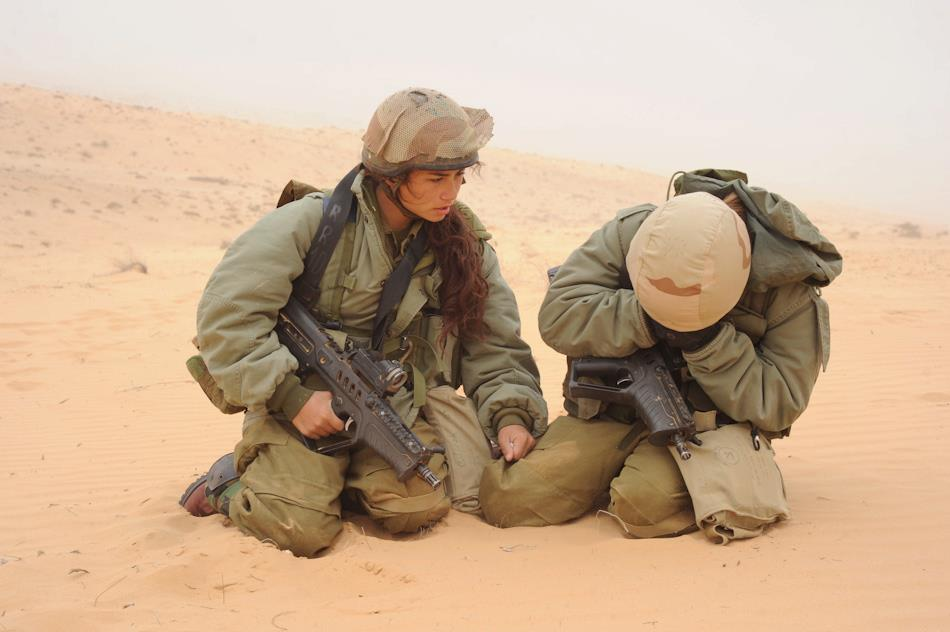
Soldados do Batalhão Caracal usando capacetes OR-201.

Em um esforço para liberar unidades de infantaria pesada - as brigadas de pára-quedistas, Givati, Golani, Kfir e Nahal - que já serviram nessas fronteiras, nos últimos anos as IDF as trocaram por unidades de infantaria leve do Corpo de Defesa de Fronteira. Ao contrário das brigadas de infantaria pesada, esses batalhões de gênero misto não são considerados “unidades de manobra”, o que significa que não são treinados para entrar profundamente no território inimigo, mas sim para permanecer em grande parte dentro das fronteiras de Israel e relativamente perto de suas bases. Isso significa que os soldados que servem nessas unidades não precisam atender aos mesmos requisitos físicos das tropas de brigadas de infantaria pesada, que devem ser capazes de transportar equipamentos pesados por longas distâncias, algo para o qual os homens, em média, são fisicamente mais adequados do que as mulheres.
A nova força de fronteira desde o início seria composta por militares de ambos os sexos, de acordo com a tendência crescente do exército israelense de integrar soldados do sexo feminino em unidades de combate. Nos últimos anos, o número de mulheres combatentes nas IDF explodiu, quadruplicando de 2012 a 2016, segundo dados do exército.  Mas o processo de trazer mais soldados de combate do sexo feminino tem sido afetado por diferenças físicas: as mulheres militares sofreram fraturas por estresse e outras lesões em taxas muito mais altas do que seus colegas do sexo masculino. Para evitar alguns desses problemas, o exército forneceu às mulheres soldados coletes à prova de balas e capacetes mais leves e melhor ajustados. Depois de revisar as opções, o exército decidiu equipar as mulheres apenas com fuzis de assalto M16, no lugar do mais pesado Tavor de dotação do Batalhão Caracal.

## Treinamento

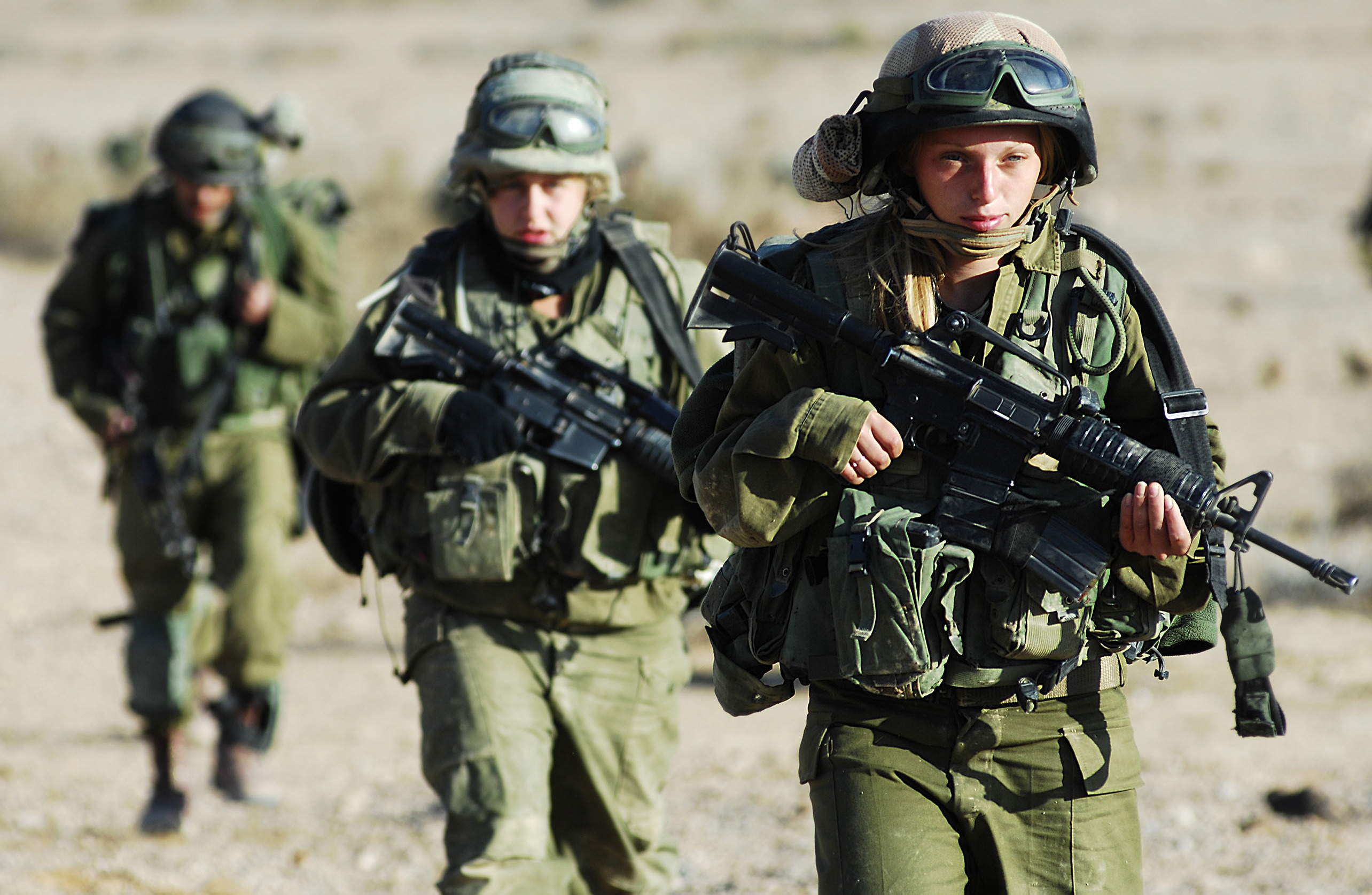
Treinamento de Inverno do Batalhão Caracal.

A base de treinamento do Batalhão Caracal está localizada no deserto de Negev, no sul de Israel. Após sete meses e três semanas de treinamento, os recrutas do Caracal enfrentam mais 7 dias e 21 quilômetros de marcha final antes de poderem se intitular soldados de combate. As mulheres do batalhão devem ser voluntárias e devem servir por mais um ano.
Antigamente, os integrantes do batalhão participavam do período de treinamento básico de quatro meses na base de treinamento da Brigada Givati. Militares do Batalhão Caracal receberam o fuzil de assalto bullpup Tavor, de fabricação israelense, em 2009 mas agora são emitidos carabinas M4 ou fuzis M16.

## Controvérsias
O Batalhão Caracal é uma unidade vitrine, voltada para a propaganda e sendo sempre alvo de muitas matérias fotográficas. O batalhão até mesmo é responsável pelo aumento de imigrantes que querem servir nele. Os judeus religiosos, especialmente os ortodoxos, também têm sérias reservas contra mulheres servindo nas forças armadas e ao lado dos homens.

## Membros notáveis
- A 2º Tenente Noy, que presta serviço no Batalhão Caracal, foi a primeira mulher a comandar um pelotão de franco-atiradores.[23]
- Elinor Joseph, que também serviu no Batalhão Caracal, é a primeira mulher árabe a servir em uma função de combate no Exército de Israel.[24]
- A Capitã Or Ben-Yehuda recebeu uma menção enquanto servia no Batalhão Caracal. Ben-Yehuda estava no comando do Batalhão Caracal que estava estacionado perto da fronteira Israel-Egito. Quase duas dúzias de homens armados abriram fogo contra sua posição em um ataque de emboscada em 22 de outubro de 2014. Embora ferida na saraivada de tiros, Ben-Yehuda conseguiu pegar o rádio e pedir reforços, administrar os primeiros socorros à motorista e ripostar disparando vários carregadores contra os agressores enquanto esperava por reforços.

## Galeria

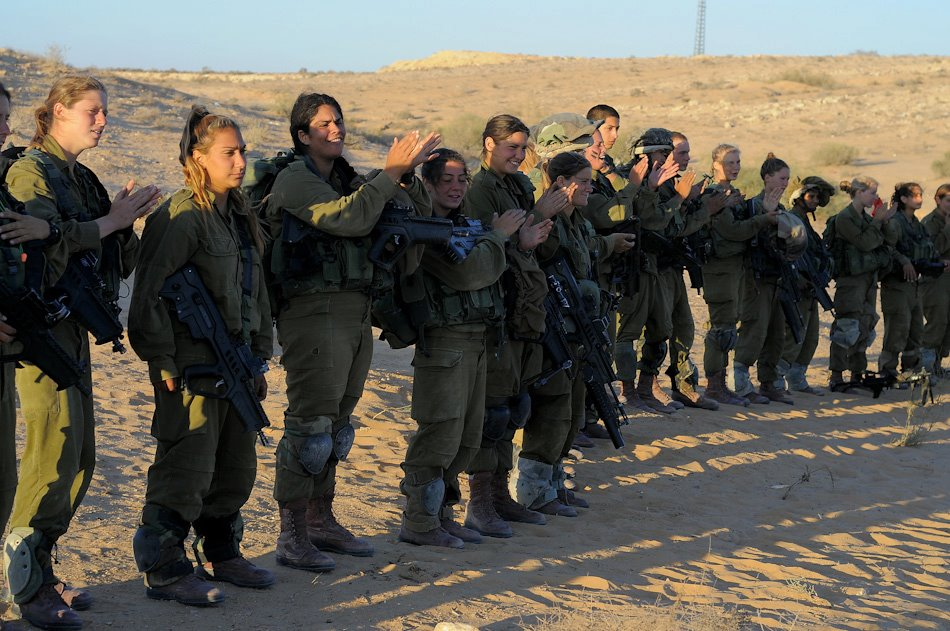
Soldados do batalhão prestes a receberem a boina verde-clara.
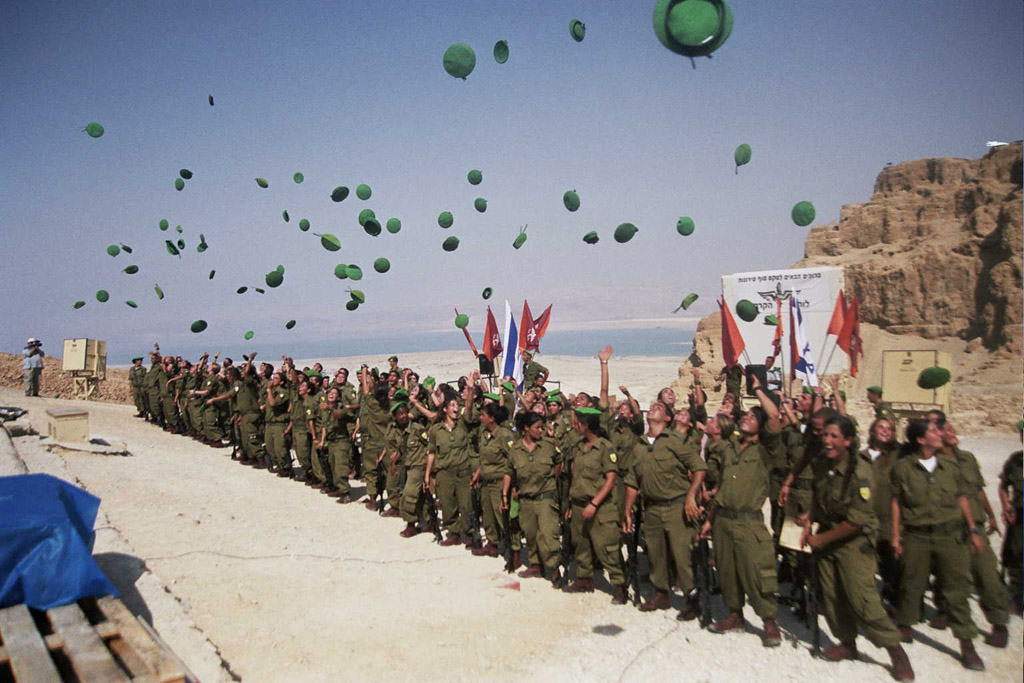
Os novos membros do batalhão jogam no ar as recém conquistadas boinas verdes.
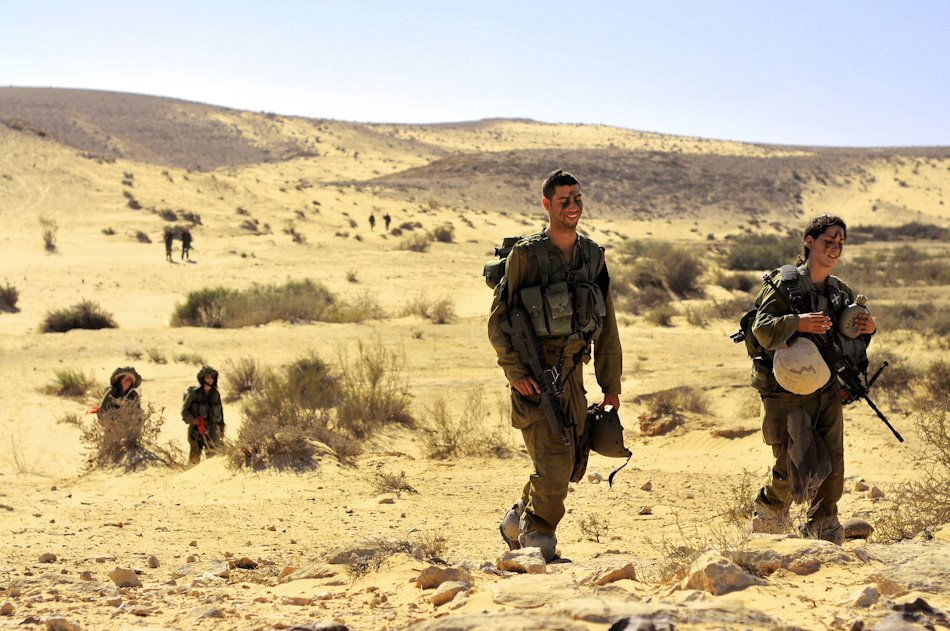
Soldados de ambos os sexos em marcha.
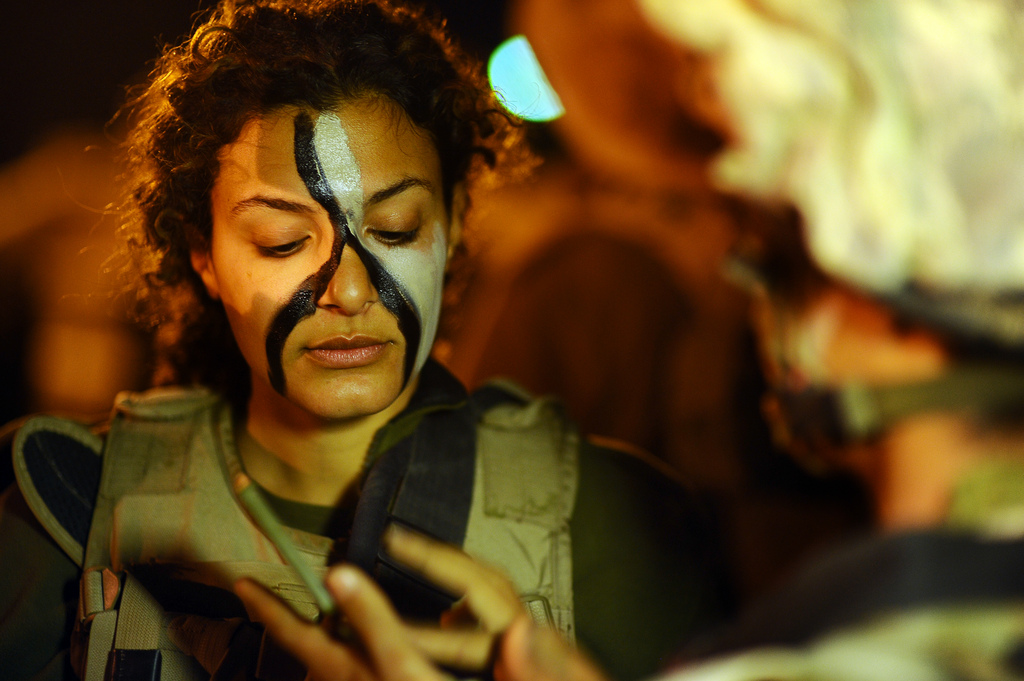
Aplicação de camuflagem facial.
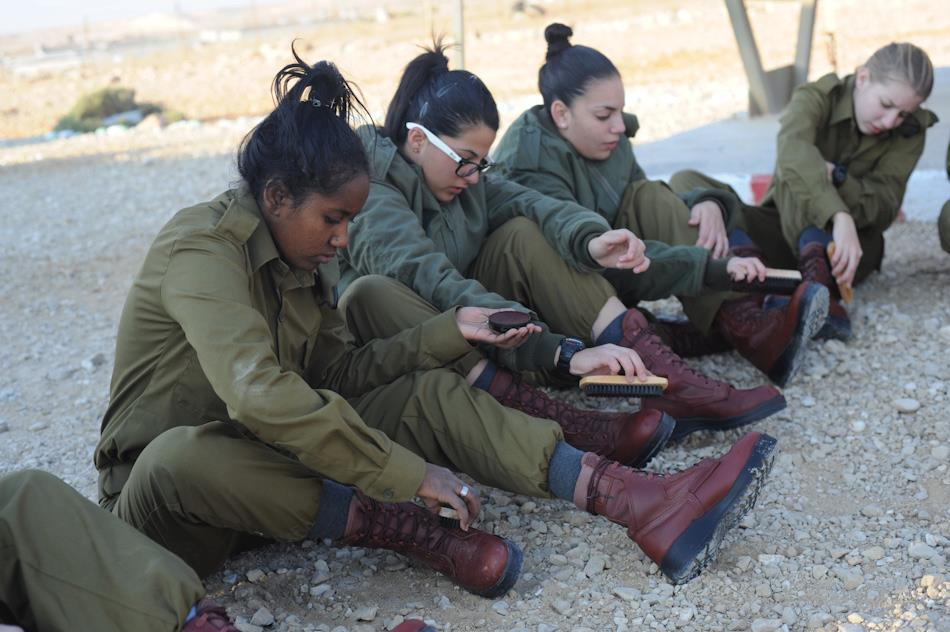
Engraxando as botas vermelhas.
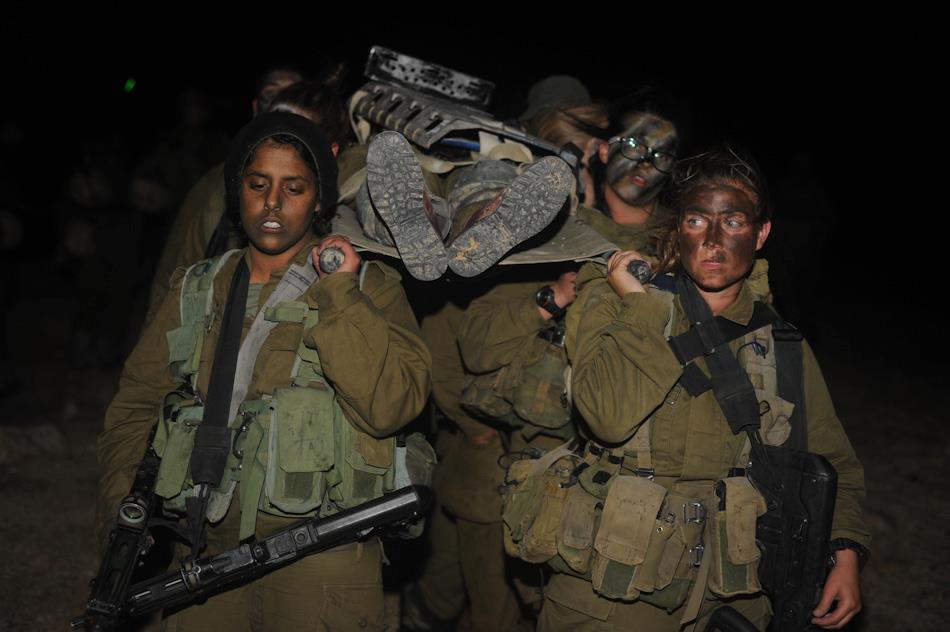
Treinamento de evacuação de ferido.
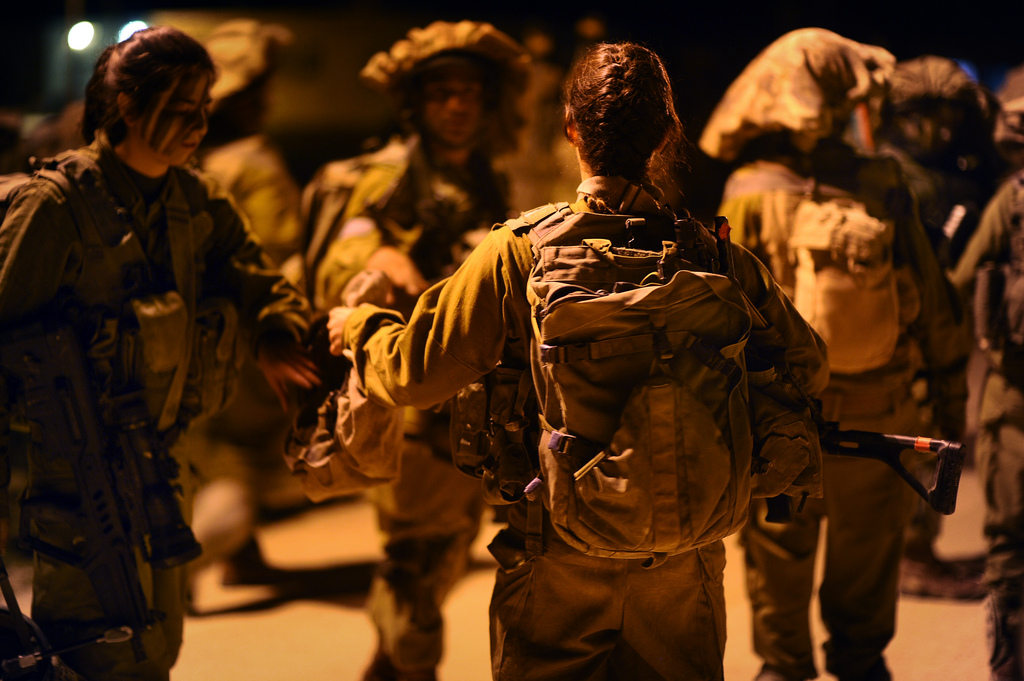
Exercício noturno.
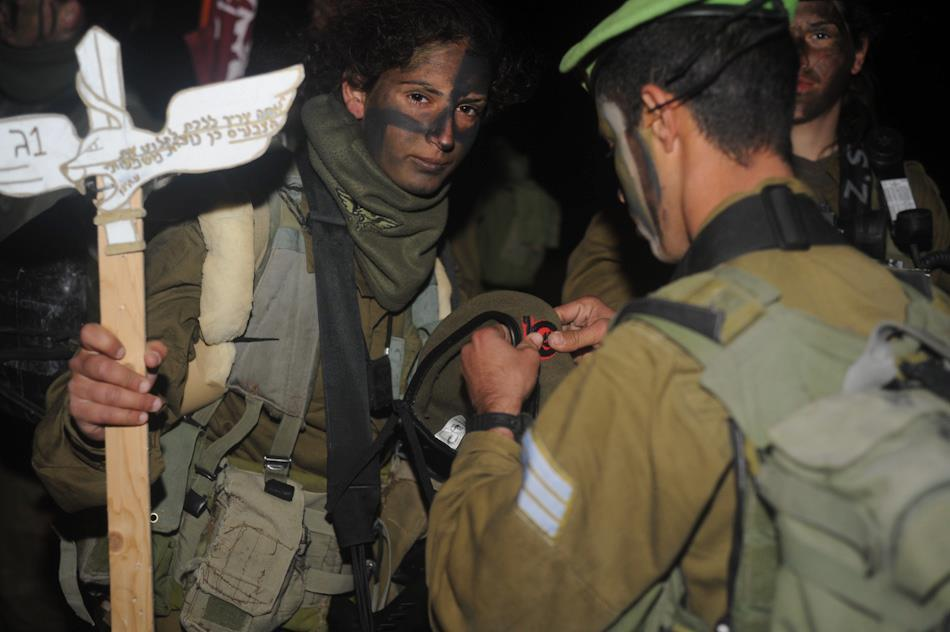
Recebimento da insígnia da boina.
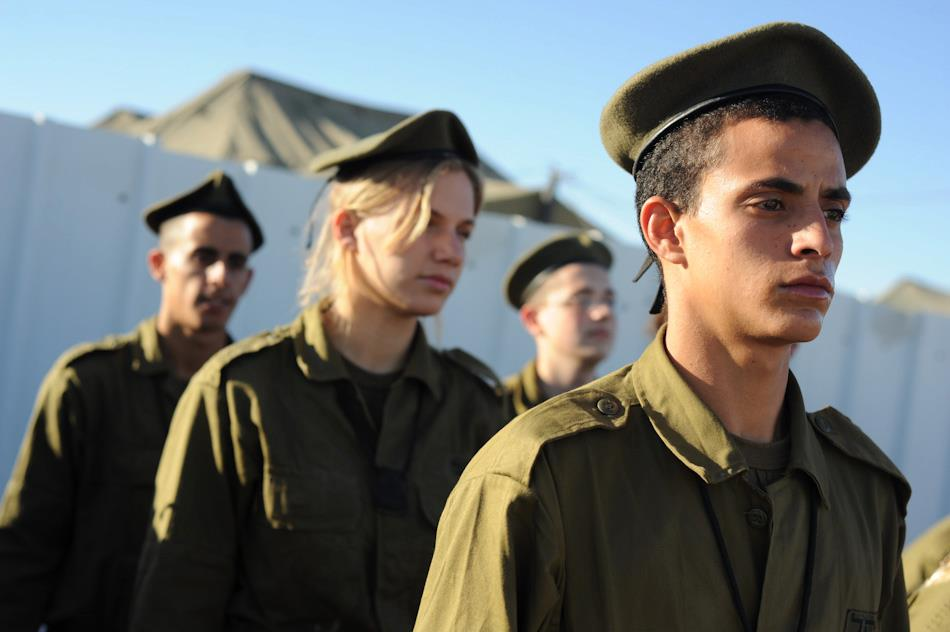
Primeiro dia dos recrutas no Batalhão Caracal.
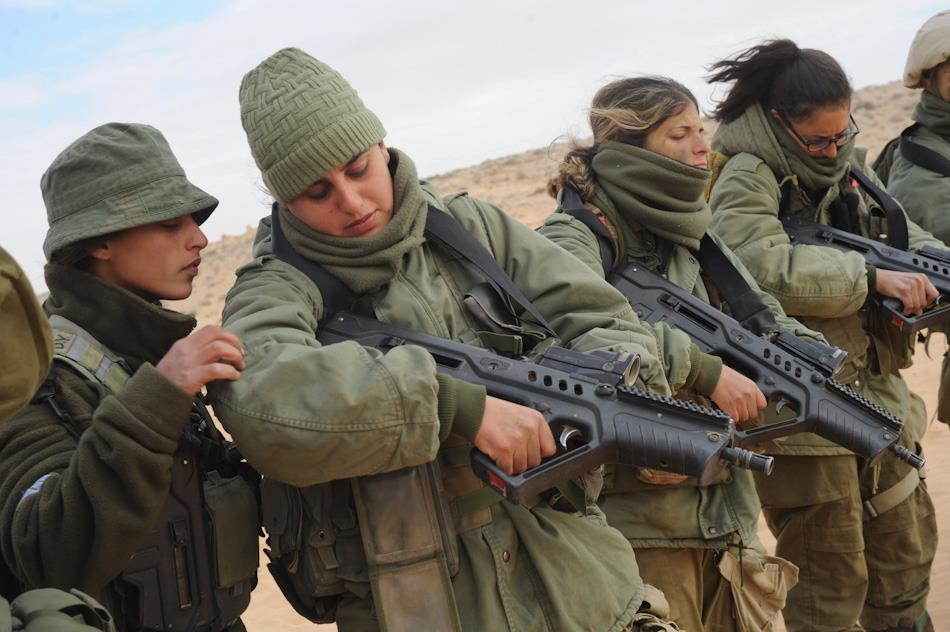
Instrução com o fuzil bullpup Tavor.
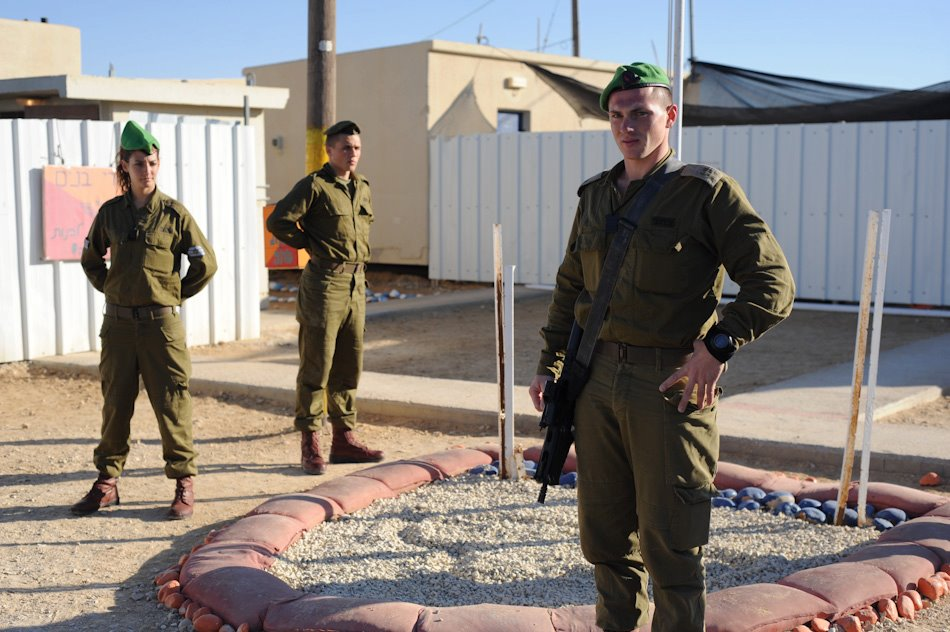
Posto de vigia do batalhão, notar as boinas verdes.
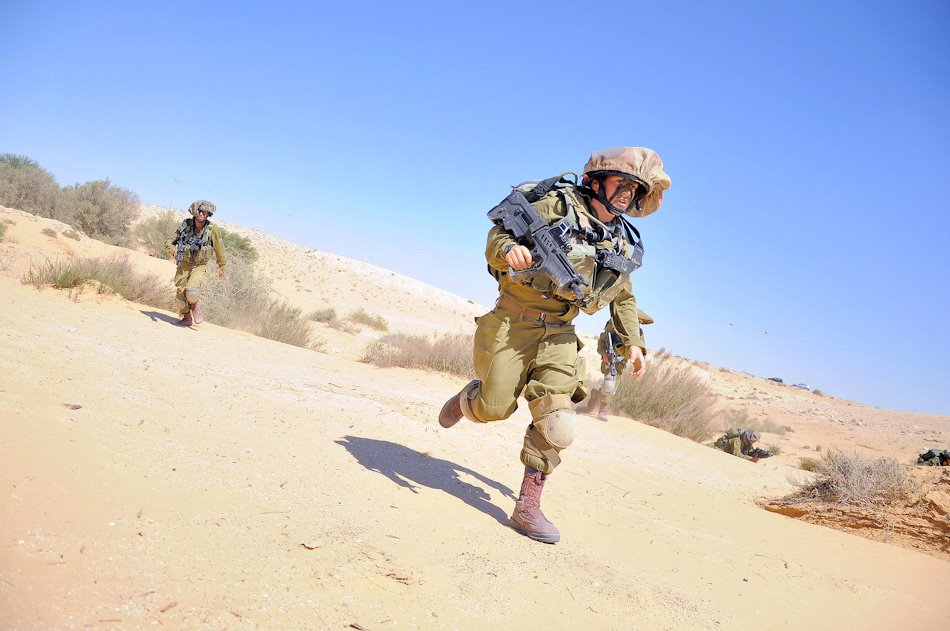
Treinamento de infantaria.